# Sphaeridium scarabaeoides
Sphaeridium scarabaeoides är en skalbaggsart som först beskrevs av Carl von Linné 1758.  Sphaeridium scarabaeoides ingår i släktet Sphaeridium och familjen palpbaggar. Arten är reproducerande i Sverige. Inga underarter finns listade i Catalogue of Life.